# Hütteldorfer Pfarrkirche

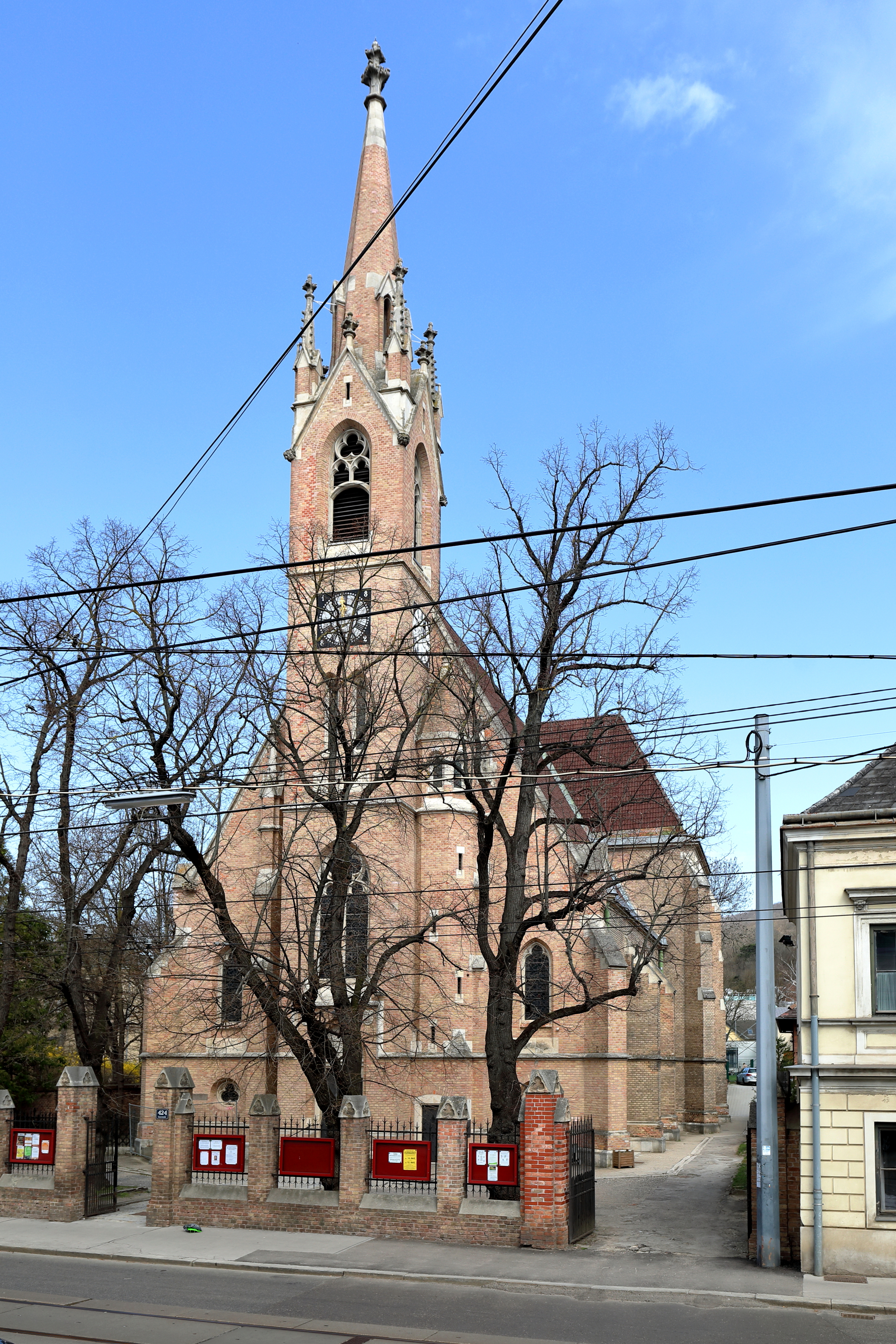
Hütteldorfer Pfarrkirche

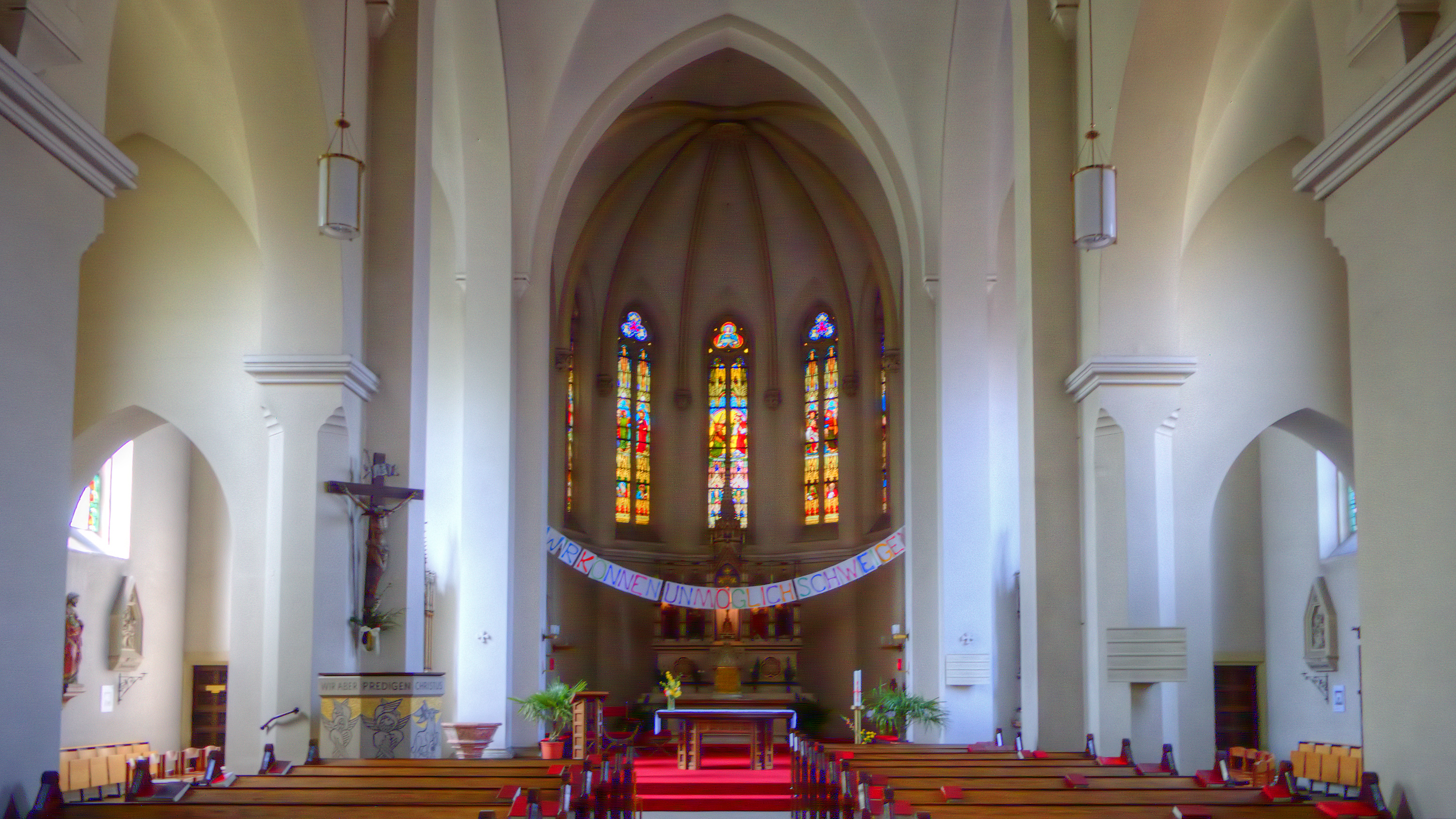
Der Kirchenraum

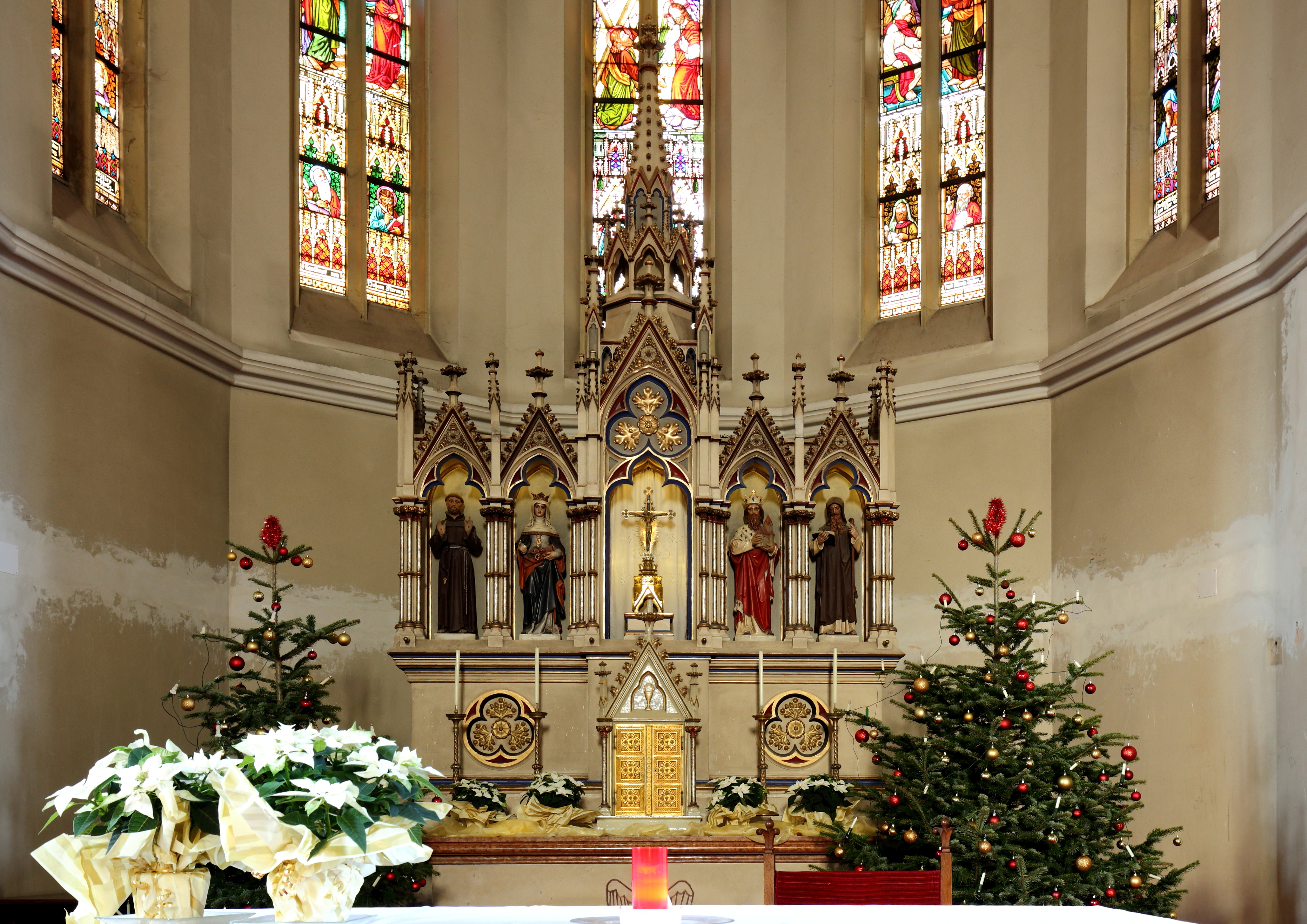
Hochaltar mit Statuen von Rochus Haas

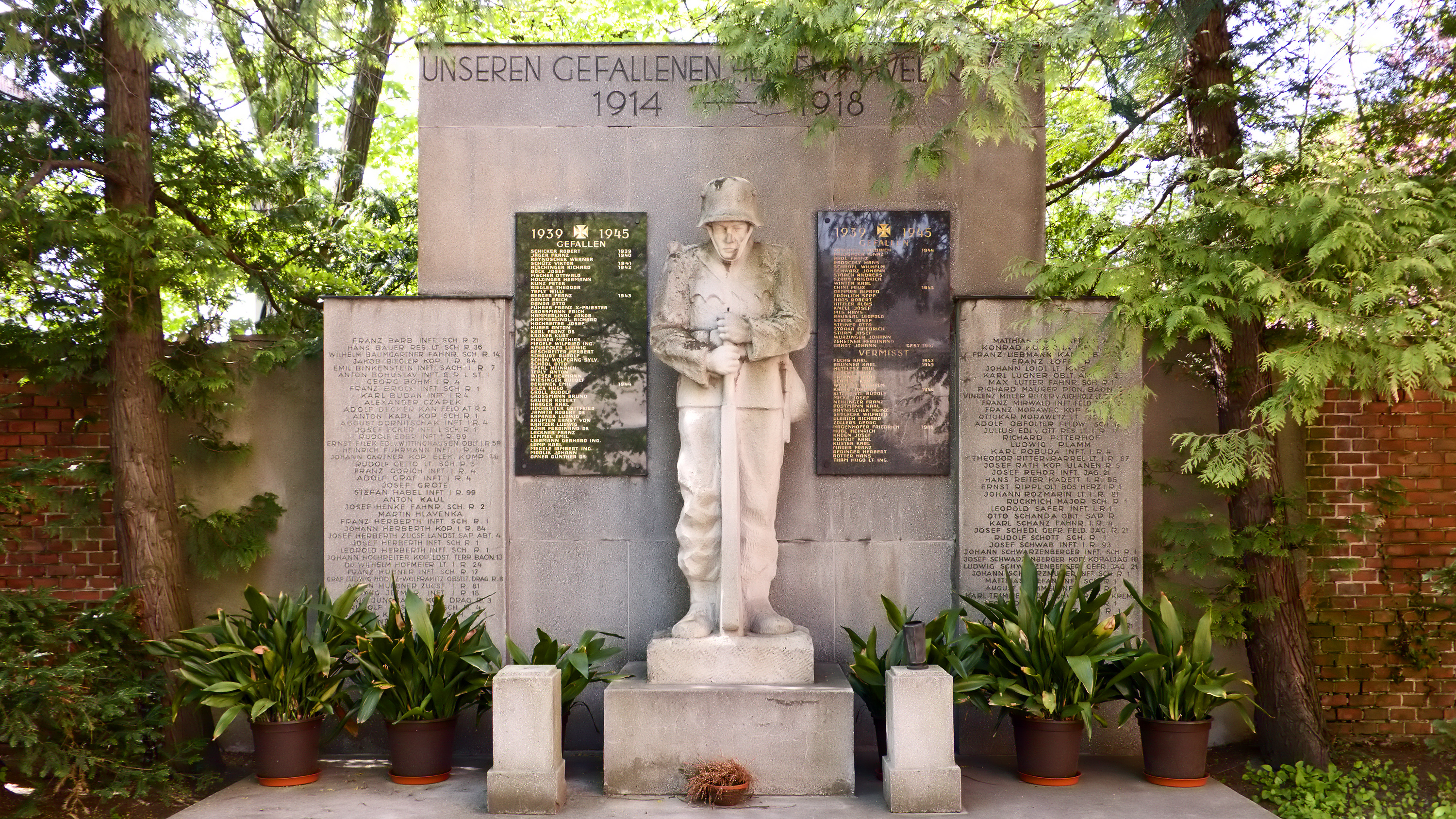
Kriegerdenkmal vor der Kirche

Die Hütteldorfer Pfarrkirche ist ein römisch-katholisches Kirchengebäude im Bezirksteil Hütteldorf des 14. Wiener Gemeindebezirks Penzing. Sie ist dem Apostel Andreas geweiht.

## Lage und Architektur
Der freistehende neugotische Sichtziegelbau an der Linzer Straße 424 ist ein Werk des Architekten Richard Jordan. Das Kirchenareal ist von einer Mauer und ein- bis zweigeschoßigen Nebengebäuden umgeben und wird zur Linzer Straße hin von einem Schmiedeeisen-Gitter abgeschlossen. Das Kriegerdenkmal Wachehaltender Soldat am Vorplatz der Kirche wurde in den 1920er Jahren von Hans Fürst geschaffen. Westlich des Areals befindet sich der nach Kammersänger Karl Terkal benannte Karl-Terkal-Park.
Das Kirchengebäude besitzt im Süden einen Fassadenturm und wird im Norden von einem Chor abgeschlossen. Dazwischen befindet sich das Langhaus mit einem Querschiff. An der Ostwand befindet sich eine Gedenktafel für Michael Denis mit einer von Vincenz Pilz geschaffenen Reliefbüste des Schriftstellers und an der Westwand das Epitaph der Fürstin Leopoldine von Liechtenstein.
Die Glasmalereien und die Inneneinrichtung stammen großteils aus der Bauzeit der Kirche (1881/82), darunter die Bestuhlung, das Taufbecken und der Beichtstuhl sowie die mit einem neugotischen Gehäuse ausgestattete Orgel von Josef Ullmann und die neugotischen Altäre. Der Hochaltar weist eine Arkadenreihe mit Figuren auf, die die Heiligen Franziskus, Elisabeth von Thüringen, Leopold III. und Severin von Noricum darstellen. Diese sind ebenso wie die Figuren der beiden Seitenaltäre Arbeiten des Bildhauers Rochus Haas, der auch die Kreuzwegreliefs schuf. Älteren Datums ist ein vermutlich aus dem 16. Jahrhundert stammendes Kruzifix in der Kirche. Die Kanzel hingegen wurde erst 1959 von Alfred Balcarek geschaffen. Ein Relief von Hans Schwathe an der Südwand des Querhauses stammt aus dem Jahr 1943 und stellt einen Soldaten mit der heiligen Maria dar. Eine Pietà-Plastik ist ein Werk Franz Barwigs des Jüngeren aus dem Jahr 1956.
Das zweigeschoßige Pfarramt Hütteldorf ist eines der Nebengebäude der Kirche. Es befindet sich östlich des Kirchengebäudes direkt an der Linzer Straße. Es handelt sich ursprünglich um einen in der zweiten Hälfte des 18. Jahrhunderts errichteten Gutshof, dessen Fassade im dritten Viertel des 19. Jahrhunderts teilweise umgestaltet wurde.

## Geschichte
Die Pfarre Hütteldorf wurde im Jahr 1356 vom damaligen Hütteldorfer Grundherrn Wernhard Schenk von Ried gegründet. An ihn erinnert seit 1964 eine Gedenktafel an der Ostwand der Kirche. 
Die Pfarrpfründe wurden vom Grundherrn mit erheblichem Besitz in Weinhaus (heute Währing) ausgestattet, den sie bis 1683 innehatte.
Im 19. Jahrhundert war die alte gotische Pfarrkirche bereits so baufällig, dass 1864 ihr Kirchturm abgetragen werden musste. 1873 übernahm Pfarrer Emanuel Paletz die Pfarre und begann mit den Planungen für einen Kirchenneubau.
Die heutige Hütteldorfer Pfarrkirche wurde 1881/82 an Stelle des ehemaligen Wirtschaftshofes der Pfarre errichtet und am 9. November 1882 eingeweiht. Die alte Pfarrkirche wurde 1887 abgetragen. Innenrestaurierungen erfolgten in den Jahren 1959 und 1980. Der Turm wurde 1979 und 1995 restauriert.
Die Pfarre in der St.-Josef-am-Wolfersberg-Kirche wurde 1939, jene in der Kordonkirche 1989 von der Pfarre Hütteldorf unabhängig. Die Pfarre Hütteldorf gehört heute zum Stadtdekanat 14.